# Finale UEFA Europa League 2018
De UEFA Europa Leaguefinale van het seizoen 2017/18 was de negende finale in de geschiedenis van het toernooi. De wedstrijd werd gespeeld op 16 mei 2018 in het Parc Olympique Lyonnais in Lyon. Atlético Madrid won met 3–0 van Olympique Marseille na onder meer twee doelpunten van Antoine Griezmann, die na afloop verkozen werd tot man van de wedstrijd.

## Organisatie
Op 9 december 2016 koos de UEFA Executive Committee het Parc Olympique Lyonnais in Décines-Charpieu (Lyon) als locatie voor de Europa Leaguefinale van 2018.
Het stadion werd in 2016 geopend als de opvolger van het Stade de Gerland, de vroegere thuishaven van voetbalclub Olympique Lyon. Het Stade de Gerland wordt sindsdien enkel nog gebruikt voor rugbywedstrijden. Het is de eerste keer dat er een Europese bekerfinale in het Parc Olympique Lyonnais georganiseerd wordt en de tweede keer dat er een finale in Lyon plaatsvindt. In 1986 streden Dynamo Kiev en Atlético Madrid in het Stade de Gerland om de Europacup II. Dynamo Kiev won toen met 3–0. Lyon was in 2016 ook een van de speelsteden op het EK in Frankrijk. Er vonden zes wedstrijden plaats in het Parc Olympique Lyonnais, waaronder de halve finale tussen Portugal en Wales.
De Fransman Éric Abidal, oud-speler van onder meer Lyon en FC Barcelona, werd aangewezen als ambassadeur van de finale. De van Lyon afkomstige oud-voetballer had met Barcelona twee keer de UEFA Champions League gewonnen.

## Voorgeschiedenis

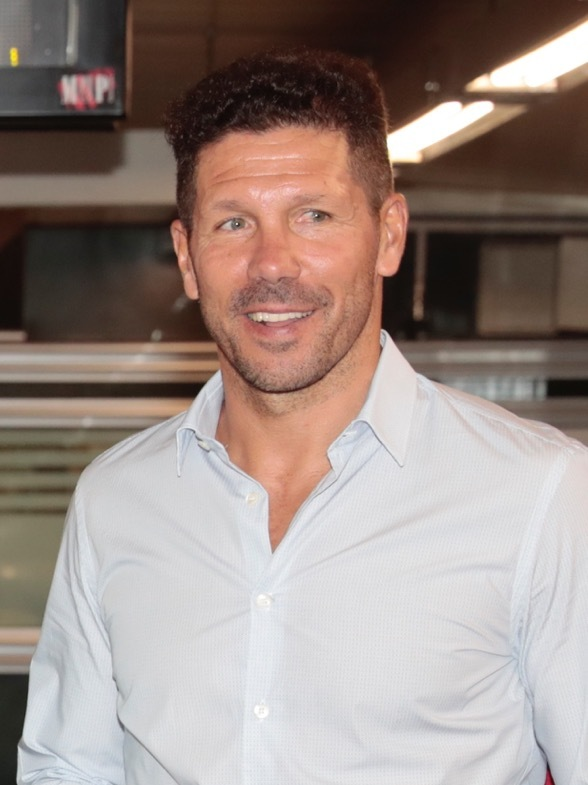
Diego Simeone stond met Atlético Madrid voor de vierde keer in zeven jaar in een Europese finale, maar was ditmaal geschorst.

Olympique Marseille had in 1999 al eens de finale van de UEFA Cup bereikt. De Franse club verloor toen met 3–0 van Parma. Eerder dat decennium had Marseille onder leiding van trainer Raymond Goethals ook twee keer de finale van het kampioenenbal bereikt. In 1991 verloor het de Europacup I na strafschoppen van Rode Ster Belgrado, in 1993 won Marseille de eerste editie van de Champions League na een zege tegen AC Milan. In de nasleep van dat duel was de Zuid-Franse club in opspraak gekomen vanwege een omkoopschandaal.
Van de twee finalisten had Atlético Madrid het roemrijkste verleden in Europa. Het stond voor de vijfde keer in acht jaar in de finale van een Europees bekertoernooi. In 1962 had de Spaanse club met de Europacup II zijn eerste Europese beker veroverd. Het won toen in de finale na twee wedstrijden van Fiorentina. In zowel 2010 als 2012 had Atlético de Europa League gewonnen. In 2010 won het de finale na verlengingen tegen Fulham, twee jaar later blikte het in de finale de landgenoten van Athletic Bilbao in. Atlético bereikte ook drie keer de finale (1974, 2014, 2016) van het kampioenenbal, maar verloor telkens.
Beide teams hadden elkaar in het seizoen 2008/09 al eens getroffen in Europa. Marseille en Atlético zaten toen in de groepsfase van de Champions League in dezelfde poule. Atlético won de heenwedstrijd in eigen stadion met 2–1, de terugwedstrijd in Frankrijk eindigde in een scoreloos gelijkspel.
Voor Marseille-trainer Rudi García was het zijn eerste Europese finale. Atlético-coach Diego Simeone had als speler van Internazionale in 1998 de UEFA Cup gewonnen. In 2012 had hij als trainer van Atlético de Europa League gewonnen. Nadien bereikte hij met de Spaanse club ook twee keer de Champions Leaguefinale. Simeone werd verplicht de Europa Leaguefinale vanuit de tribune te volgen. Voor zijn wangedrag tijdens de heenwedstrijd van de halve finale had hij van de UEFA een schorsing van vier speeldagen gekregen. Hij werd op de bank van Atlético vervangen door zijn assistent en landgenoot Germán Burgos.
Sinds de invoering van een finale op neutraal terrein in 1998 was het nog maar de derde keer dat een club in eigen land de finale mocht spelen. In 2002 won Feyenoord in eigen stadion van Borussia Dortmund, drie jaar later verloor Sporting Lissabon in eigen stadion van CSKA Moskou. Marseille was de derde club die in eigen land om de trofee mocht strijden.

## Weg naar de finale

### Olympique Marseille
Marseille begon in juli 2017 in de derde voorronde aan het toernooi. Het schakelde toen KV Oostende uit na een ruime zege (4–2) in de heenwedstrijd en een scoreloos gelijkspel in de terugwedstrijd. In de daaropvolgende play-offronde werd het Sloveense NK Domžale uitgeschakeld, na opnieuw een zege en een gelijkspel. Marseille plaatste zich hiermee voor de groepsfase.
Op de eerste speeldag van de groepsfase won het elftal van trainer Rudi García met het kleinste verschil van Konyaspor dankzij een goal van verdediger Adil Rami. Twee weken later verloren de Fransen met 1–0 van Red Bull Salzburg. Deze Oostenrijkse ploeg kwam zo al snel aan de leiding in de groep. Nadien volgde een dubbele confrontatie tegen Vitória SC. Marseille won voor eigen supporters met 2–1 van de Portugezen, maar verloor de return in Guimarães met 1–0. Door de nederlaag liep Salzburg verder uit en bleven ook Vitória en Konyaspor een kans maken op de tweede plaats. Vervolgens speelde Marseille gelijk tegen Konyaspor, maar omdat Salzburg van Vitória won, bleven de Fransen op de tweede plaats. Groepswinst was niet meer mogelijk, maar de tweede plaats stond wel nog op het spel. Op de laatste speeldag raakte Marseille in het eigen Stade Vélodrome niet verder dan een gelijkspel tegen groepswinnaar Salzburg, maar omdat ook Vitória gelijkspeelde, mochten de Fransen door naar de volgende ronde.
In de 1/16 finale had Marseille weinig problemen met SC Braga. Het won de heenwedstrijd met 3–0 dankzij goals van Valère Germain (2x) en Florian Thauvin. De terugwedstrijd werd met 1–0 verloren, maar de kwalificatie kwam niet in gevaar. 
Ook in de 1/8 finale maakte Marseille al in de heenwedstrijd voor eigen supporters het verschil. De Fransen wonnen via treffers van Lucas Ocampos (2x) en Dimitri Payet met 3–1 van Athletic Bilbao. In de terugwedstrijd bezorgden Ocampos en Payet hun team eveneens met doelpunten de zege.
In de kwartfinale had Marseille meer moeilijkheden. Tegenstander RB Leipzig won de heenwedstrijd met het kleinste verschil. In de terugwedstrijd zette Marseille de scheve situatie recht. Het won de doelpuntrijke wedstrijd voor eigen supporters, waarbij twee buitenspeldoelpunten vielen, met 5–2 van Leipzig. In de halve finale trof Marseille opnieuw Salzburg. De Fransen wonnen de heenwedstrijd voor eigen supporters met 2–0 dankzij goals van Thauvin, die de bal met de hand in doel verlengde, en Clinton N'Jie. Salzburg leek revanche te nemen in de terugwedstrijd. Via een goal van Amadou Haidara en een eigen doelpunt van Marseille-verdediger Bouna Sarr werden verlengingen afgedwongen. In die verlengingen trok Marseille aan het langste eind, na een onterecht toegewezen hoekschop in de 116e minuut. Payet bracht de hoekschop voor doel en vond daar invaller Rolando, die scoorde in de verre hoek.

### Atlético Madrid
Atlético Madrid was rechtstreeks gekwalificeerd voor de groepsfase van de Champions League. De resultaten vielen hier tegen. Op de eerste speeldag speelde Atlético gelijk tegen AS Roma (0–0), twee weken later verloor het voor eigen supporters van Chelsea (1–2). Nadien speelde het team van trainer Diego Simeone ook twee keer gelijk tegen FK Qarabağ, de laatste in de groep. 
Ondanks de slechte start kon Atlético nog even meestrijden om de tweede plaats. Op de voorlaatste speeldag won het dankzij goals van de aanvallers Antoine Griezmann en Kevin Gameiro met 2–0 van Roma. Op de slotspeeldag speelde Atlético gelijk tegen Chelsea. Saúl bracht zijn team op op voorsprong, maar in het slot zorgde een eigen doelpunt van verdediger Stefan Savić ervoor dat dat de Engelsen opnieuw op gelijke hoogte kwamen. Het gelijkspel was onvoldoende om de tweede plaats af te snoepen van Roma, dat bovendien zelf won van Qarabağ.
Atlético werd derde in de groep en stroomde daarom door naar de 1/16 finale van de Europa League. Daarin had het Spaanse elftal weinig moeite met FC Kopenhagen. Atlético won de heenwedstrijd in Denemarken met 1–4 na goals van Saúl, Gameiro, Griezmann en Vitolo. De terugwedstrijd werd met 1–0 gewonnen na een doelpunt van Gameiro. 
In de 1/8 finale werd al in de heenwedstrijd een goed resultaat neergezet: Atlético won in het eigen Wanda Metropolitano met 3–0 van Lokomotiv Moskou. Onder meer Diego Costa scoorde een doelpunt, die na enkele seizoenen bij Chelsea teruggekeerd was naar Madrid. Ook in Moskou kwam Atlético niet in de problemen; het won overtuigend met 1–5 na onder meer twee treffers van spits Fernando Torres.
In de kwartfinale werd Sporting Lissabon verslagen. Atlético scoorde in de eerste helft twee keer en controleerde nadien de wedstrijd. In het slot hield doelman Jan Oblak met enkele reddingen tegen dat Sporting een belangrijk uitdoelpunt zou scoren. Een week later won Sporting de terugwedstrijd met 1–0, maar dat was onvoldoende om Atlético uit te schakelen.
In de halve finale kwam Atlético in de heenwedstrijd al snel met tien spelers te staan na de uitsluiting van Šime Vrsaljko. Desondanks kwam tegenstander Arsenal pas in de tweede helft tot scoren. Atlético beperkte zich hoofdzakelijk tot verdedigen, maar wist de score uiteindelijk nog in evenwicht te brengen via Griezmann. In de terugwedstrijd scoorde Costa net voor de rust het enige doelpunt van de wedstrijd.

### Wedstrijddetails
|                           |                     |                             |                 |                                                                                              |
| 16 mei 2018 20:45 (UTC+2) | Olympique Marseille | 0 – 3                       | Atlético Madrid | Parc Olympique Lyonnais, Lyon Toeschouwers: 55.768 Scheidsrechter: Björn Kuipers (Nederland) |
| 16 mei 2018 20:45 (UTC+2) |                     | 21', 49' Griezmann 89' Gabi |                 | Parc Olympique Lyonnais, Lyon Toeschouwers: 55.768 Scheidsrechter: Björn Kuipers (Nederland) |

| Marseille | Atlético |

| Olympique Marseille: |    |                            |         |
|                      |    |                            |         |
| GK                   | 30 | Steve Mandanda             |         |
| RB                   | 17 | Bouna Sarr                 |         |
| CB                   | 23 | Adil Rami                  |         |
| CB                   | 19 | Luiz Gustavo               | 75'     |
| LB                   | 18 | Jordan Amavi               | 38'     |
| CM                   | 29 | André-Frank Zambo Anguissa |         |
| CM                   | 8  | Morgan Sanson              |         |
| RW                   | 26 | Florian Thauvin            |         |
| AM                   | 10 | Dimitri Payet              | 32'     |
| LW                   | 5  | Lucas Ocampos              | 55'     |
| CF                   | 28 | Valère Germain             | 74'     |
| Wisselspelers:       |    |                            |         |
| DF                   | 2  | Hiroki Sakai               |         |
| DF                   | 4  | Boubacar Kamara            |         |
| DF                   | 6  | Rolando                    |         |
| FW                   | 11 | Konstantinos Mitroglou     | 74'     |
| FW                   | 14 | Clinton N'Jie              | 55' 77' |
| GK                   | 16 | Yohann Pelé                |         |
| MF                   | 27 | Maxime Lopez               | 32'     |
| Coach:               |    |                            |         |
| Rudi García          |    |                            |         |

| Atlético Madrid: |    |                    |         |
|                  |    |                    |         |
| GK               | 13 | Jan Oblak          |         |
| RB               | 16 | Šime Vrsaljko      | 23' 46' |
| CB               | 24 | José María Giménez |         |
| CB               | 2  | Diego Godín        |         |
| LB               | 19 | Lucas Hernández    | 77'     |
| RM               | 11 | Ángel Correa       | 88'     |
| CM               | 14 | Gabi               |         |
| CM               | 8  | Saúl Ñíguez        |         |
| LM               | 6  | Koke               |         |
| CF               | 7  | Antoine Griezmann  | 90'     |
| CF               | 18 | Diego Costa        |         |
| Wisselspelers:   |    |                    |         |
| DF               | 3  | Filipe Luís        |         |
| MF               | 5  | Thomas Partey      | 88'     |
| FW               | 9  | Fernando Torres    | 90'     |
| DF               | 15 | Stefan Savić       |         |
| DF               | 20 | Juanfran           | 46'     |
| FW               | 21 | Kevin Gameiro      |         |
| GK               | 25 | Axel Werner        |         |
| Assistent-coach: |    |                    |         |
| Germán Burgos    |    |                    |         |

Na de vervanging van Dimitri Payet ging de aanvoerdersband naar Luiz Gustavo.
Overige Europese Bekertoernooien: UEFA Champions League · UEFA Europa Conference League · UEFA Super Cup · Europacup I (Beker der Landskampioenen) · Europacup II (Beker der Bekerwinnaars) · UEFA Intertoto Cup